# Федерико Киеза
Федерико Киеза (на италиански: Federico Chiesa) е италиански футболист, нападател, който играе за английския Ливърпул.

## Кариера

### Фиорентина
Присъединява се към школата на Фиорентина през 2007 г. През сезон 2014/15 е част от Примавера отбора, и вкарва един гол в седем участия. През следващия сезон изиграва 23 мача и вкарва 7 гола. Киеза подписва първия си професионален договор с Фиорентина през февруари 2016 г.
Прави своя дебют при загуба с 1:2 срещу Ювентус, по време на сезон 2016/17. Треньорът на Фиорентина Пауло Соуса решава да го замени на полувремето с Кристиан Тело. На 29 септември, Киеза прави своя дебют в Лига Европа при 5:1 домакинска победа на Фиорентина над ФК Карабах. На 8 декември той играе четвъртият си мач в Лига Европа, като вкарва при 2:1 над ФК Карабах.
На 15 януари 2017 г., Киеза вкарва победното попадение над съперника Ювентус - 2:1, след асистенция на Милан Бадел. По-късно същия месец, Федерико Киеза удължава договора си с Фиорентина до 30 юни 2021 г. На 21 януари, той вкарва първия си гол в Серия А за победата с 3:0 над Киево. Само осем дни по-късно и втория си гол при 3:3 срещу Дженоа. На 16 септември 2017 г., Киеза изиграва 30-и си мач за Фиорентина с гол в Дерби дела Апенино срещу Болоня, като се разписва в 51-вата минута за домакинската победа с 2:1.

### Национален отбор
През юни 2017 г. Киеза е включен в състава на Италия до 21-годишна възраст за Европейското първенство по футбол до 21 г. от треньора Ди Биаджо.
През март 2018 г. той получава първата си повиквателна за Италия от временния наставник Ди Биаджо за приятелските срещи на Италия срещу Аржентина и Англия по-късно същия месец. На 23 март той прави официалния си дебют срещу Аржентина, когато Италия е победена с 2:0.

## Личен живот
Киеза е син на Енрико Киеза, бивш професионален футболист, играл за Кремонезе, Сампдория, Парма, Фиорентина, Лацио и Сиена, и представлявал италианския национален отбор. Федерико Киеза се записва в Международното училище във Флоренция, където често взима уроци по английски език. Също прекара две години в университет, изучавайки спортни науки.

## Успехи

### Клубни
Ювентус
- Копа Италия: 2020/21, 2023/24[13]
- Суперкопа Италиана: 2020

Ливърпул
- Висша лига: 2024/25

### Национален отбор
Италия
- Европейско първенство по футбол: 2020

### Ордени
-  5-та степен / Рицарски: Орден за заслуги пред италианската република: 2021